# (1772) Gagarin
(1772) Gagarin – planetoida z pasa głównego asteroid okrążająca Słońce w ciągu 4 lat i 8 dni w średniej odległości 2,53 au. Została odkryta 6 lutego 1968 roku w Krymskim Obserwatorium Astrofizycznym w Naucznyj na Półwyspie Krymskim przez Ludmiłę Czernych. Nazwa planetoidy pochodzi od Jurija Gagarina (1934–1968), pierwszego kosmonauty. Przed jej nadaniem planetoida nosiła oznaczenie tymczasowe (1772) 1968 CB.